# RTL Journalistenschule

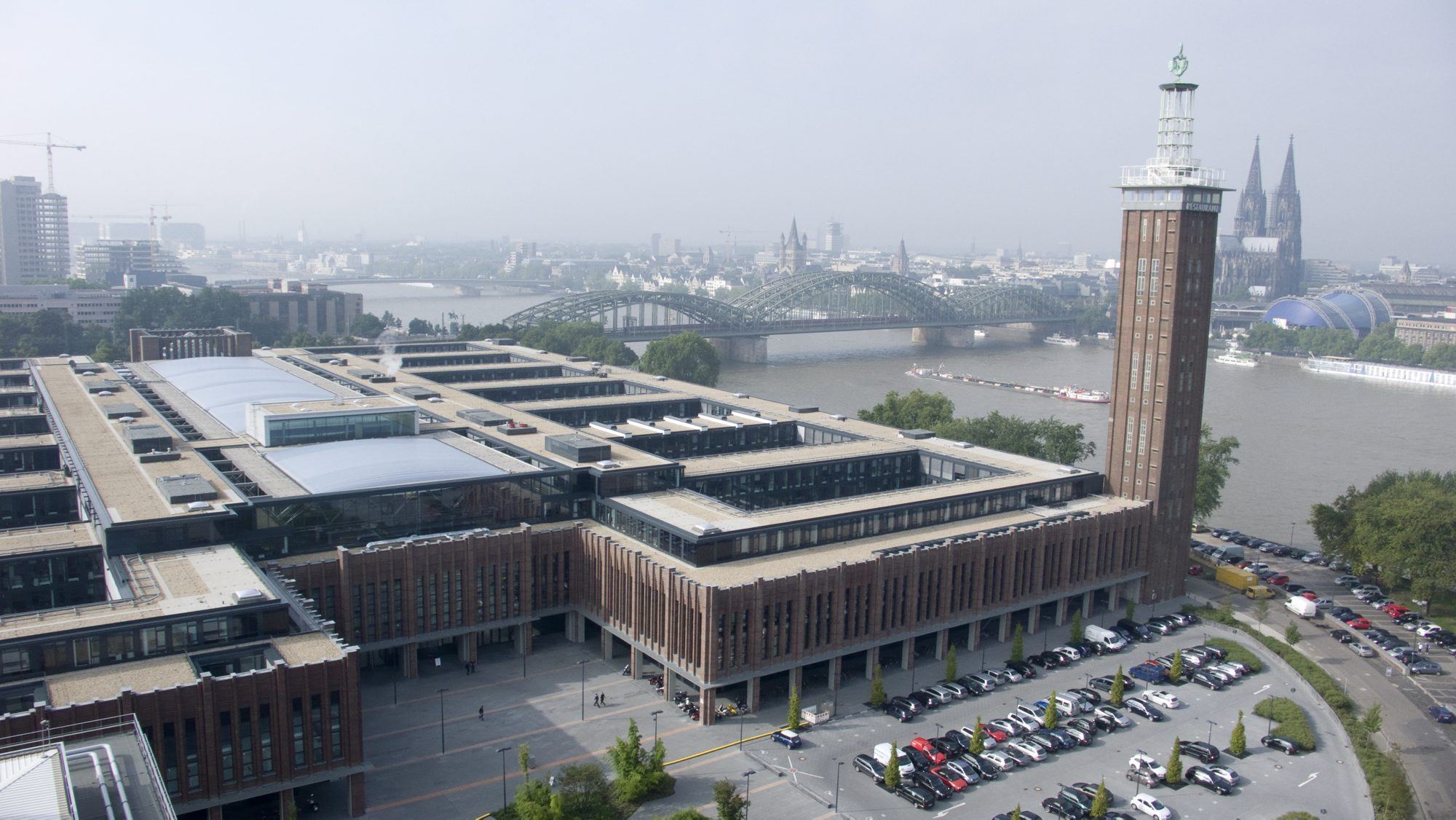
Gebäude von RTL Deutschland

Die RTL Journalistenschule GmbH ist eine 2000 von RTL gegründete Journalistenschule und Tochter von RTL Deutschland, in der Journalisten crossmedial mit dem Schwerpunkt Bewegtbild ausgebildet werden. Geschäftsführende sind Leonhard Ottinger und Kirsten Reichert.
Jedes Jahr nimmt die Schule einen Jahrgang von 15–18 Schülerinnen und Schüler auf. Hierfür durchlaufen die Bewerber ein mehrstufiges und anonymisiertes Bewerbungsverfahren.
Die zweijährige Ausbildung beinhaltet für insgesamt sechs Monate Theorieblöcke bei RTL in Köln. Zwischendurch geht es immer wieder in verschiedene Redaktionen innerhalb und außerhalb RTL Deutschlands. Die Praxisausbildung kombiniert eine Pflichtstation in einem der RTL Regionalstudios mit Praktika bei RTL News und RTL Deutschland sowie mit zwei externen Wahlstationen. Die RTL Journalistenschule verfügt über ein großes Netzwerk an möglichen Praktikumsstellen. Als Highlights empfinden die Journalistenschüler die Exkursionen nach Brüssel oder Straßburg, Berlin sowie in die USA. An der RTL Journalistenschule werden zudem offene Medienseminare angeboten. Dabei liegt der Fokus auf journalistischen Workshops.

## Geschäftsführer
- 2000–2014: Peter Kloeppel
- seit 2000: Leonhard Ottinger
- seit 2020: Kirsten Reichert